# Nico Beyer (Regisseur)
Nicolas „Nico“ Beyer (* 15. Juni 1964 in Wilhelmshaven) ist ein deutscher Filmregisseur für Kurzfilme, Musikvideos und Werbefilme.

## Leben und Wirken
Nach dem Ende seiner Schulzeit zog Nico Beyer nach Düsseldorf, um an der dortigen Kunstakademie zu studieren. Nach seinem Abschluss arbeitete Beyer mit Nam June Paik und Horst H. Baumann zusammen und dokumentierte deren Arbeit auf Video. Nach mehrjährigen karrierebedingten Aufenthalten in Paris, New York City und in der Schweiz lebt Beyer inzwischen wieder in Düsseldorf.
Seine Karriere begann Beyer zunächst damit, Idents für MTV Europe zu erstellen. Er erregte damit die Aufmerksamkeit von Künstlern und Unternehmen wie Thierry Mugler, Diesel, Der Spiegel, Jason Donovan und dem Magazin Forbes, die Beyer für Werbefilme und Musikvideos engagierten. Dies markierte den Beginn seiner internationalen Filmkarriere. Im weiteren Verlauf drehte Beyer Werbefilme für u. a. Audi, Renault, Coca-Cola, Canon, Caritas, Nike, BMW, Nissan, Adidas und McDonald’s, für die er mit Filmpreisen wie dem silbernen und goldenen Löwen beim renommierten Cannes Lions International Advertising Festival ausgezeichnet wurde.
Gleichzeitig forcierte Beyer seine Karriere als Regisseur für Musikvideos und arbeitete mit Künstlern und Bands wie den Pet Shop Boys, Erasure, den Cocteau Twins, They Might Be Giants, U 96, Suzanne Vega, The Shamen, The Verve, Deine Lakaien, Swing Out Sister, Tony! Toni! Toné! oder Galliano zusammen. Beyers Musikvideo zu Blood Makes Noise von Suzanne Vega wurde 1993 bei den Billboard Music Video Awards für die Kategorie Best Pop/Rock Female Video nominiert, verlor jedoch gegen jenes zu Why von Annie Lennox.
1998 drehte Nico Beyer seinen ersten Kurzfilm Phantom, der auf der Berlinale seine Premiere feierte. 2000 folgte sein zweiter Kurzfilm 99.
Zwischen 2002 und 2004 inszenierte Beyer die von Thomas Gottschalk moderierte ZDF-Fernsehsendung Gottschalk America. 2004 arbeitete er mit Michael Moore an dessen Kampagne gegen den damaligen US-Präsidenten George W. Bush. Beyer inszenierte einen Werbespot, in dem Bush als Diktator zu sehen ist und den berühmten Tanz mit dem Globus aus Charlie Chaplins Film Der große Diktator nachstellt. Der Spot gewann Gold beim gemeinnützigen AD Spot Festival.
Nico Beyer ist mütterlicherseits ein Enkel der Schriftstellerin und Holocaust-Überlebenden Anja Lundholm, über die er 2017 einen Dokumentarfilm drehte und diesen dem Ricarda-Huch-Gymnasium in Krefeld stiftete, das Lundholm selbst als Schülerin besuchte.

## Filmografie

### Dokumentationen
- 1991: Düsseldorf

### Kurzfilme
- 1998: Phantom
- 2000: 99
- 2011: Die Klitschkos – Gib dich niemals auf

### Musikvideos
- 1987: Cocteau Twins – Crushed
- 1990: Émile Wandelmer – Dame
- 1990: Eddy Mitchell – Baby Blues
- 1991: Soul Patrol – Cocaine
- 1992: Bond – Candy Oh
- 1992: Art Mengo – Où trouver les violins
- 1992: Swing Out Sister – Notgonnachange
- 1992: Suzanne Vega – 99.9F°
- 1992: Suzanne Vega – Blood Makes Noise
- 1993: Cocteau Twins – Evangeline
- 1993: The Shamen – Comin’ On
- 1994: Therapy? – Nowhere
- 1994: Deine Lakaien – Mindmachine
- 1994: Tony! Toni! Toné! – Leavin’
- 1994: Erasure – Run to the Sun
- 1994: They Might Be Giants – Snail Shell
- 1994: Amy Grant – Say You’ll Be Mine
- 1994: U 96 – Love Religion
- 1995: The Verve – This Is Music
- 1995: The Shamen – Destination Eschaton
- 1995: Earthling – Echo on My Mind, Part II
- 1996: Galliano – Ease Your Mind
- 1996: Deine Lakaien – Away
- 1997: Hurricane No. 1 – Chain Reaction
- 1997: Die Krupps feat. The Crazy World of Arthur Brown – Fire
- 2001: Aaron Flower – Fly Away
- 2004: Pet Shop Boys – Flamboyant
- 2007: 2raumwohnung – 36 Grad
- 2012: Sub Focus feat. Alice Gold – Out the Blue
- 2024: The Buggs – One Final Song
- 2025: The Molotovs – Wasted on Youth
- 2025: The Molotovs – More More More